# Kristóf Szabó

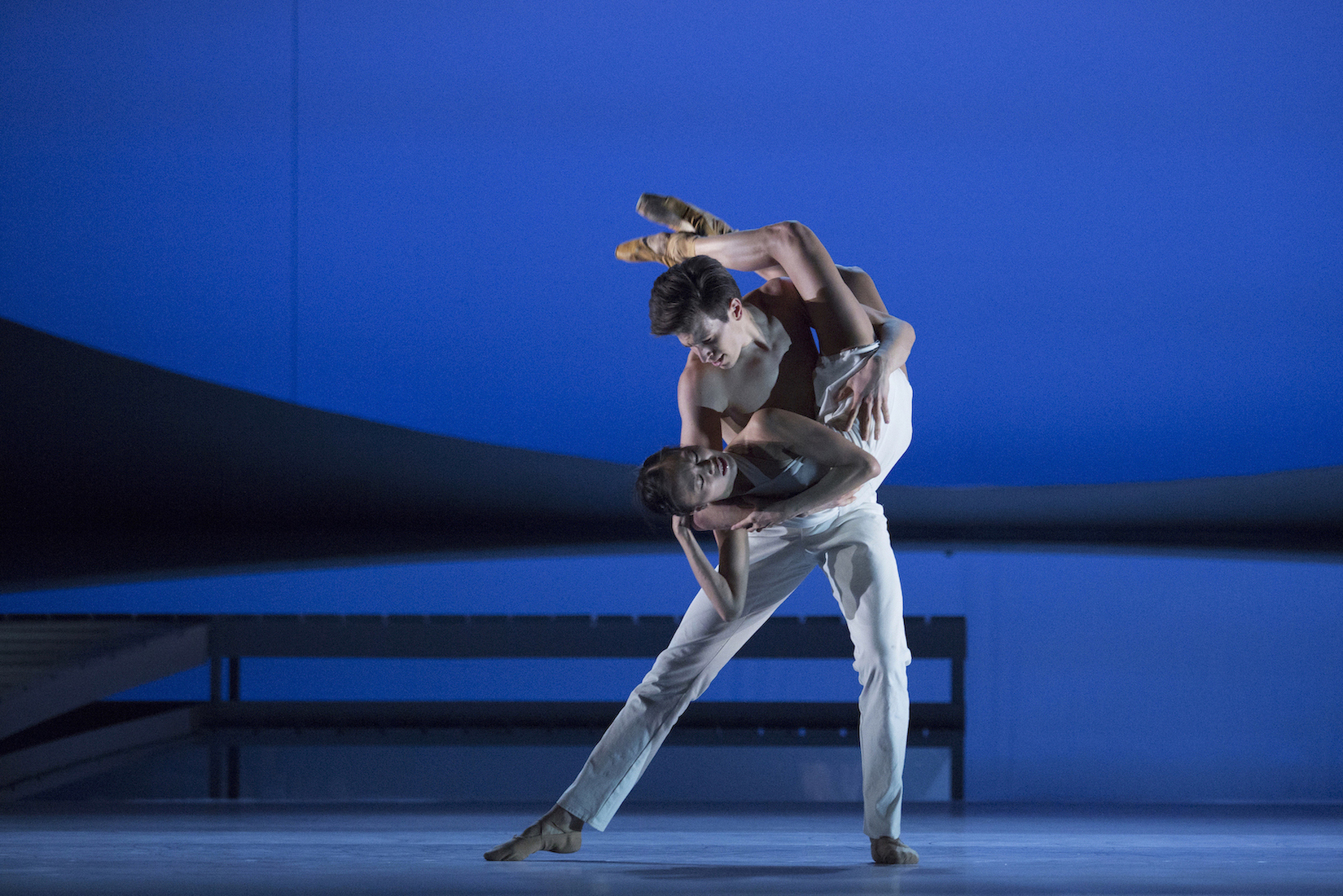
Kristóf Szabó i Yuka Ebihara w balecie Świtezianka w choreografii Roberta Bondary, fot. Ewa Krasucka

Kristóf Szabó (urodzony w Székesfehérvár na Węgrzech) artysta Polskiego Baletu Narodowego.

## Edukacja
Naukę tańca rozpoczął od tańca współczesnego w Otwocku (2009-2011) pod kierunkiem Katarzyny Kubalskiej. W latach 2011–2013 kontynuował edukację w Ogólnokształcącej Szkole Baletowej im. Romana Turczynowicza w Warszawie.

## Kariera
W roku 2013 reprezentant Polski w Konkurs Eurowizji dla Młodych Tancerzy. W tm samym roku dołączył jako tancerz do zespołu Polskiego Baletu Narodowego, w którym w 2015 został awansowany na koryfeja, a w 2017 na solistę.
W PBN występował jako solista m.in. jako:
- Lizander w Śnie Nocy Letniej[1]
- Espada w Don Kichocie[1]
- Ariel i Prospero w Burzy[1]
- Armand Duval w Damie kameliowej[1]

## Nagrody i Wyróżnienia
- 2012: I Nagroda II Międzynarodowego Konkursu Choreografii Klasycznej i Współczesnej „Myśl – Potok” (kategoria tańca współczesnego), Kijów, Ukraina[2]
- 2013: II Nagroda XVIII Ogólnopolskiego Konkursu Tańca (kategoria tańca współczesnego w grupie starszych chłopców), Gdańsk[2]
- 2013: Laureat Międzynarodowego Konkursu Baletowego „Złote Pointy” i tytuł Najlepszego Absolwenta Szkół Baletowych w Polsce, Szczecin[2]
- 2013: Laureat polskiej edycji konkursu „Młody Tancerzy Roku”, Warszawa[2]
- 2013: Stypendium Ministerstwa Kultury i Dziedzictwa Narodowego, Warszawa[2]
- 2023: Teatralna Nagroda Muzyczna im. Jana Kiepury dla najlepszego tancerza klasycznego w Polsce[2]